# Slobodno elektronski laser
Slobodno elektronski laser (engl. free-electron laser - FEL) je vrsta lasera čiji se laserski medijum se sastoji od elektrona veoma velike brzine koji se slobodno kreću kroz magnetnu strukturu, otuda i termin slobodni elektron. Slobodno elektronski laser se može podešavati i ima najširi frekvencijski opseg bilo kojeg tipa lasera, trenutno u opsegu talasnih dužina, od mikrotalasa, preko terahercnog i infracrvenog zračenja, do vidljivog spektra, ultraljubičastog i rendgenskog zračenja.
Slobodno elektronski laser je izumeo Džon Mejdi 1971. godine na Stanfordskom univerzitetu. Slobodno elektronski laser koristi tehnologiju koju su razvili Hans Moc i njegovi saradnici, koji su 1953. godine na Stanfordu izgradili ondulator, koristeći magnetnu konfiguraciju viglera koji je jedna od komponenti lasera sa slobodnim elektronima. Majdi je za pojačavanje signala koristio elektronski snop od 43 MeV [8] i 5 m dug.

## Stvaranje snopa
Da bi se stvorio FEL, snop elektrona se ubrzava do skoro svetlosne brzine. Snop prolazi kroz periodično raspoređene magnete sa naizmeničnim polovima duž putanje snopa, što stvara magnetno polje od strane do strane. Pravac snopa naziva se longitudalnim pravcom, dok se pravac preko putanje snopa naziva transverzalnim. Ovaj niz magneta naziva se ondulator ili vigler, jer zahvaljujući Lorencovoj sili polja on prisiljava elektrone u snopu da se pomeraju poprečno, krećući se sinusoidnim putem oko ose ondulatora.
Poprečno ubrzanje elektrona duž ovog puta rezultira oslobađanjem fotona (sinhrotronsko zračenje), koji su monohromatski, ali još uvek nekoherentni, jer elektromagnetni talasi iz randomno raspoređenih elektrona interferiraju konstruktivno i destruktivno u vremenu. Nastala snaga zračenja linearno se skalira sa brojem elektrona. Ogledala na svakom kraju odulatora stvaraju optičku šupljinu, uzrokujući zračenje da formira stojeće talase, ili alternativno spoljašnji pobuđivački laser je dostupan. Sinhrotronska radijacija postaje dovoljno snažna da poprečno električno polje snopa zračenja uzajamno djeluje sa poprečnom elektronskom strujom stvorenom sinusoidnim kretnjanjem, uzrokujući da neki elektroni steknu, a drugi izgube energiju u optičkom polju preko ponderomotorne sile.
Ova energetska modulacija evoluira u modulaciju elektronske gustine (struje) sa periodom jedne optičke talasne dužine. Elektroni su stoga longitudinalno grupisani u mikro snopove, razdvojene jednom optičkom talasnom dužinom duž ose. Dok bi sam ondulator uzrokovao da elektroni zrače nezavisno (inkoherentno), radijacija koju emituju grupisani elektroni je u fazi, a polja se koherentno sabiraju zajedno.
Intenzitet zračenja raste, uzrokujući dodatno mikronakupljanje elektrona, koji nastavljaju da zrače u fazi jedni s drugima. Ovaj proces se nastavlja sve dok elektroni ne budu potpuno mikrogrupisani i radijacija ne dostigne zasićenu snagu nekoliko redova veličine veću od one kod ondularnog zračenja.
Talasna dužina emitovanog zračenja može se lako podesiti prilagođavanjem energije elektronskog snopa ili jačine magnetnog polja ondulatora.
FEL su relativističke mašine. Talasna dužina emitovanog zračenja, {\displaystyle \lambda _{r}}, data je sa
{\displaystyle \lambda _{r}={\frac {\lambda _{u}}{2\gamma ^{2}}}\left(1+{\frac {K^{2}}{2}}\right)}
ili kad je parametar jačine viglera K, diskutovan ispod, mali
{\displaystyle \lambda _{r}\propto {\frac {\lambda _{u}}{2\gamma ^{2}}}}
gde je {\displaystyle \lambda _{u}} ondulatorna talasna dužina (prostorni period magnetskog polja), {\displaystyle \gamma } je relativistički Lorencov faktor i  konstanta proporcionalnosti zavisi od ondulatorske geometrije i ona je reda veličine 1.
Ova formula se može razumeti kao kombinacija dva relativistička efekta. Može se zamisliti da se posmatra sa elektrona koji prolazi kroz ondulator. Zbog Lorencove kontrakcije ondulator je skraćen za {\displaystyle \gamma } faktor i elektron doživljava znatno kraću ondulatorsku talasnu dužinu {\displaystyle \lambda _{u}/\gamma }. Međutim, zračenje emitovano na ovoj talasnoj dužini posmatra se u laboratorijskom referentnom okviru  i relativistički Doplerov efekat dovodi drugi {\displaystyle \gamma } faktor u gornju formulu. Rigorozno izvođenje iz Makvelovih jednačina daje delitelj 2 i konstantu proporcionalnosti. U rendgenskom FEL tipična ondulatorska talasna dužina od 1 cm se transformiše do talasne dužine rendgenskih zraka reda veličine od 1 nm pomoću {\displaystyle \gamma } ≈ 2000, tj. elektroni moraju da putuju brzinom od 0,9999998c.

### Viglerov parametar jačine K
K, bezdimenzioni parameter, definiše viglerovu jačinu kao odnos između dužine perioda i radijusa savijanja,
{\displaystyle K={\frac {\gamma \lambda _{u}}{2\pi \rho }}={\frac {eB_{0}\lambda _{u}}{2\pi m_{e}c}}}
gde je {\displaystyle \rho } radijus savijanja, {\displaystyle B_{0}} je primenjeno magnetno polje, {\displaystyle m_{e}} je masa elektrona, i {\displaystyle e} je elementarno naelektrisanje.
Izražen u praktičnim jedinicama, bezdimenzioni ondulatorski parametar je
{\displaystyle K=0.934\cdot B_{0}\,{\text{[T]}}\cdot \lambda _{u}\,{\text{[cm]}}}.

### Kvantni efekti
U većini slučajeva, teorija klasičnog elektromagnetizma adekvantno obuhvata ponašanje slobodno elektronskih lasera. Za dovoljno kratke talasne dužine, kvantni efekti povrata elektrona i elektronske buke mogu da postanu značajni.

## Rendgenski laser bez ogledala
Nedostupnost materijala za pravljenje ogledala koja bi mogla da reflektuju ekstremne ultraljubičaste i rendgenske zrake znači da FEL-ovi na tim frekvencijama ne mogu da koriste rezonantnu šupljinu kao ostali laseri, koji reflektuju zračenje, tako da ono izvrši višestruke prolaze kroz ondulator. Shodno tome, u rendgenskom FEL (XFEL) izlazni snop nastaje jednim prolaskom zračenja kroz ondulator, i mora biti dovoljno pojačanja tokom jednog prolaza da bi se proizveo adekvatno svetli snop.
Elektronski laseri bez rendgenskih zraka koriste duge ondulatore. Osnovni princip intenzivnih impulsa iz rendgenskog lasera leži u principu samopojačane spontane emisije (SASE), što dovodi do mikro-grupisanja. Inicijalno su svi elektroni ravnomerno distribuirani i oni emituju samo nekoherentno spontano zračenje. Kroz interakciju ovog zračenja i elektronskih oscilacija, oni prelaze u mikro-snopove razdvojene rastojanjem jednakim talasnoj dužini zračenja. Kroz ovu interakciju, svi elektroni u fazi počinju da emituju koherentno zračenje. Sva emitovana radijacija može se savršeno ojačati, pri čemu se talasni grebeni i korita uvek na najbolji mogući način prekrivaju jedan drugog. To rezultira eksponencijalnim povećanjem snage emitovanog zračenja, što dovodi do visokog intenziteta snopa i svojstava nalik na laser. Primeri postrojenja koja rade na principu SASE FEL uključuju slobodni elektron LASer u Hamburgu,  u Nacionalnoj akcelatorskoj laboratoriji SLAC,  u Hamburgu, SPring-8 kompaktni SASE izvor (SCSS) u Japanu, SwissFEL pri Pol Šererovom institutu (Švajcarska), SACLA na RIKEN Harima institutu u Japanu i PAL-XFEL (Pohang akceleratorska rendgenska laboratorija slobodno-elektronskog lasera) u Koreji.

## Istraživanja

### Biomedicinska istraživanja

#### Osnovna istraživanja
Istraživači su izučavali rendgenske lasere sa slobodnim elektronima kao alternativu sinhrotronskim izvorima svetlosti koji su bili primarno sredstvo kristalografije proteina i ćelijske biologije.
Izuzetno svetli i brzi rendgenski zraci mogu da snime proteine pomoću rendgenske kristalografije. Ova tehnika omogućava prvo snimanje proteina koji se ne naslažu na način koji omogućava snimanje konvencionalnim tehnikama, što je 25% od ukupnog broja proteina. Rezolucije od 0,8 nm su postignute sa trajanjem impulsa od 30 femtosekundi. Da bi se dobio jasan pogled, potrebna je rezolucija od 0,1–0,3 nm. Kratko trajanje impulsa omogućava snimanje uzoraka difrakcije rendgenskih zraka pre nego što se molekuli unište. Svetli, brzi rendgenski zraci su proizvedeni u LINAC koherentnom izvoru svetlosti u SLAC-u. Od 2014. godine, LCLS je bio najmoćniji rendgenski FEL na svetu.
Zbog povećane stope ponavljanja FEL izvora rendgenskih zraka sledeće generacije, kao što je evropski XFEL, očekuje se da će se i očekivani broj difrakcionih obrazaca značajno povećati. Povećanje broja difrakcionih obrazaca će dovesti do velikog opterećenja postojećim metodama analize. Da bi se ovo regulisalo, istraženo je nekoliko metoda za sortiranje ogromne količine podataka koje će generisati tipični rendgenski FEL eksperimenti. Iako su se različite metode pokazale efikasnim, jasno je da je potrebno savladati nekoliko izazova da bi se otvorio put ka rendgenskom FEL imidžingu sa jednom česticom pri punoj stopi ponavljanja pre nego što se ostvari sledeća revolucija u pogledu rezolucije.
Novi biomarkeri za metaboličke bolesti: korišćenjem prednosti selektivnosti i osetljivosti pri kombinovanju infracrvene jonske spektroskopije i masene spektrometrije, naučnici mogu da pruže strukturni otisak malih molekula u biološkim uzorcima, kao što su krv ili urin. Ova nova i jedinstvena metodologija stvara uzbudljive nove mogućnosti za bolje razumevanje metaboličkih bolesti i razvoj novih dijagnostičkih i terapijskih strategija.

#### Hirurgija
Istraživanje Glena Edvardsa i njegovih kolega sa FEL centra Univerziteta Vanderbilt 1994. godine otkrilo je da se meka tkiva uključujući kožu, rožnjaču i moždano tkivo mogu iseći ili ablirati, korišćenjem infracrvenih FEL talasnih dužina oko 6,45 mikrometara uz minimalno kolateralno oštećenje susednog tkiva. Ovo je dovelo do operacija na ljudima, prve upotrebe lasera sa slobodnim elektronima. Počevši od 1999. godine, Kopeland i Konrad su izveli tri operacije u kojima su resecirali meningiomske tumore mozga. Počevši od 2000. godine, Joos i Mavn su izveli pet operacija kojima su isekli prozor u ovojnici optičkog nerva, kako bi testirali efikasnost fenestracije ovojnice optičkog nerva. Ovih osam operacija dalo je rezultate u skladu sa standardom nege i uz dodatnu korist od minimalne kolateralne štete. Pregled FEL-ova za medicinsku upotrebu dat je u 1. izdanju Podesivih laserskih aplikacija.

#### Uklanjanje masti
Stvoreno je nekoliko malih, kliničkih lasera koji se mogu podesiti u opsegu od 6 do 7 mikrometara sa pulsnom strukturom i energijom da daju minimalno kolateralno oštećenje mekog tkiva. Na Vanderbiltu postoji sistem s Ramanovim pomakom koji pumpa aleksandritni laser.
Roks Anderson je predložio medicinsku primenu lasera sa slobodnim elektronima u topljenju masti bez oštećenja kože iznad. Na infracrvenim talasnim dužinama, voda u tkivu je zagrejana laserom, ali na talasnim dužinama koje odgovaraju 915, 1210 i 1720 nm, lipidi ispod površine su u različitoj meri zagrevani jače od vode. Moguće primene ove selektivne fototermolize (zagrevanje tkiva pomoću svetlosti) uključuju selektivno uništavanje lipida sebuma za lečenje akni, kao i ciljanje drugih lipida povezanih sa celulitom i telesnim mastima, kao i masnih plakova koji se formiraju u arterijama koji mogu pomoći u lečenju ateroskleroze i bolesti srca.

### Vojska
FEL tehnologiju je razmatrala Američka mornarica kao kandidata za protivvazdušno i protivraketno oružje usmerene energije. FEL Nacionalnog akceleratorskog postrojenja Tomas Džeferson je pokazao izlaznu snagu od preko 14 kW. Kompaktna multi-megavatna klasa FEL oružja je podvrgnuta istraživanju. Dana 9. juna 2009, Uprava za pomorska istraživanja objavila je da je Rejteonu dodelila ugovor za razvoj eksperimentalnog FEL od 100 kW. Dana 18. marta 2010, orgnizacija Boingovi usmereni energetski sistemi je najavila okončanje početnog dizajna za upotrebu u mornarici SAD. Prototip FEL sistema je demonstriran, a prototip pune snage zakazan je za 2018. godinu.

## Literatura
- Madey, John, "Stimulated emission of bremsstrahlung in a periodic magnetic field". J. Appl. Phys. 42, 1906 (1971)
- Madey, John, Stimulated emission of radiation in periodically deflected electron beam, US Patent 38 22 410,1974
- Boscolo, et al., "Free-Electron Lasers and Masers on Curved Paths". Appl. Phys., (Germany). 19  (1):  46–51, May 1979.
- Deacon et al., Deacon, D. A. G.; Elias, L. R.; Madey, J. M. J.; Ramian, G. J.; Schwettman, H. A.; Smith, T. I. (април 1977). „First Operation of a Free-Electron Laser”. Phys. Rev. Lett. 38 (16): 892—894. Bibcode:1977PhRvL..38..892D. doi:10.1103/PhysRevLett.38.892.. Phys. Rev. , Apr. 1977, pp. 892–894.
- Elias, et al., "Observation of Stimulated Emission of Radiation by Relativistic Electrons in a Spatially Periodic Transverse Magnetic Field", Phys. Rev. Lett., 36 (13), 1976, p. 717.
- Gover, Gover, Avraham; Livni, Zohar (септембар 1978). „Operation Regimes of Cerenkov-Smith-Purcell Free Electron Lasers and T. W. Amplifiers”. Optics Communications. 26 (3): 375. Bibcode:1978OptCo..26..375G. doi:10.1016/0030-4018(78)90226-2.
- Gover, "Collective and Single Electron Interactions of Electron Beams with Electromagnetic Waves and Free Electrons Lasers". App. Phys. 16 (1978), p. 121.
- "The FEL Program at Jefferson Lab"
- Brau, Charles (1990). „Free-Electron Lasers”. Boston: Academic Press, Inc.
- Paolo Luchini, Hans Motz (1990). Undulators and Free-electron Lasers., Oxford University Press, 1990.